# FC Tiraspol
FC Tiraspol foi uma equipe moldávia de futebol com sede em Tiraspol. Disputava a primeira divisão da Moldávia (Divizia Naţională).
Seus jogos foram mandados no Sheriff Stadium, que possui capacidade para 14.300 espectadores.

## História
O FC Tiraspol foi fundado em 1992 como Constructorul Chișinău e foi mudado de nome e localidade em 2001.